# 一之宮神社 (鹿児島市)
一之宮神社（いちのみやじんじゃ）は鹿児島市郡元二丁目にある神社で鹿児島三社の筆頭。旧名「御代神社」、元禄頃には「一條宮」、明治時代は町名より「郡元神社」と呼ばれた。

## 祭神
大日靈貴命（天照大神）と猿田彦命、天智天皇を祀る。

## 沿革
社伝では天智天皇の御代、天智天皇と大宮姫との間に生まれた一之姫宮が枚聞神社を勧請し、初め涙橋畔（本社飛地境内地、現在の鹿児島市南郡元町付近）に奉祀され、その後現在地に遷座されたと伝えられるが、史料上の初見は建久8年（1197年）の『建久図田帳』に「太宰府領社郡元社」とある「郡元社」が当神社と見られている。
その後、広大な荘園を抱え、別当寺として延命院をもつ、薩摩国有数の大神社となったが、江戸時代以降はなぜか薩摩藩藩主である島津氏の庇護を次第に失い、現在のような小社へと縮小していった。
昭和25年（1950年）に境内を発掘したところ、地上からわずか1mのところで弥生時代の集落が発見された。現在その場所は立ち入り禁止区域とされている。付近の鹿児島大学郡元キャンパスや中郡小学校からも弥生時代から平安時代に至る集落や水利施設が発掘されたことから、当神社周辺が令制時代の鹿児島郡の中心地であったとの説がある。
また、同時に西南戦争の慰霊も兼ねた神社ともなっており、神社の端のほうには小さいながらも慰霊碑があり、神社の中央には柱があるが、その柱の正体は不明。

## 文化財
- 大永の名号板碑 - 境内に建つ板碑。大永5年（1525年）に、道中という人が別当寺であった延命院へ寄進したものと考えられる。昭和34年（1959年）6月10日に鹿児島県の有形文化財（考古資料）に指定された。